# Saint-Stephen
Pour Saint-Stephen (Paroisse), voir Paroisse de Saint-Stephen.
Saint-Stephen est une ville du comté de Charlotte, au sud-ouest du Nouveau-Brunswick, au Canada. La ville est située sur le fleuve Sainte-Croix, qui forme une frontière naturelle entre le Canada et les États-Unis d'Amérique, et est reliée par un pont à Calais, au Maine. Elle est nommée en l'honneur du protomartyr Étienne.

## Toponymie
La ville est formée de la fusion de Saint-Stephen et de Millton en 1973 pour former Saint Stephen-Millville, désormais simplement appelé Saint-Stephen. Les Passamaquoddys appelaient le lieu Ktchimedabiauht, ce qui signifie « bon endroit pour accoster ». Milltown est fondé en 1760 en tant que Christie Town, en l'honneur de Peter Christie. Le nom Milltown provient du fait qu'il y a eu jusqu'à 21 moulins dans la ville. Saint-Stephen est nommée à l'origine Morris Town par Nehemiah Marks en 1784, en l'honneur de Charles Morris, arpenteur général de la Nouvelle-Écosse dont le fils Charles ainsi que Moses Gerrish arpentèrent le secteur. Les deux villes étaient surnommées Stillwater entre 1785 et 1800. Le surnom actuel de la ville est Scoodic, le nom du fleuve Sainte-Croix en malécite-passamaquoddy. La ville est aussi appelée la ville chocolatière du Canada, Canada's chocolate town en anglais, en référence à la chocolaterie Ganong Bros..

## Géographie

### Situation
Saint-Stephen est situé sur la rive gauche (nord) du fleuve Sainte-Croix, dans le comté de Charlotte, à 130 kilomètres au sud-ouest de Fredericton et 115 km à l'ouest de Saint-Jean.
Saint-Stephen est limitrophe de la paroisse de Saint-Stephen au sud, de Western Charlotte à l'ouest, de Dennis-Weston au nord ainsi que de la paroisse de Dufferin à l'est. L'état américain du Maine, plus précisément la ville de Calais, se trouve sur la rive opposée du fleuve, au sud-est. La ville néo-brunswickoise la plus proche est Saint-Andrews, à 32 km au sud-est.

### Logement
(septembre 2024).
La ville comptait 2 187 logements privés en 2006, dont 2 020 occupés par des résidents habituels. Parmi ces logements, 66,1 % sont individuels, 6,7 % sont jumelés, 2,5 % sont en rangée, 2,2 % sont des appartements ou duplex et 20,5 % sont des immeubles de moins de cinq étages. Enfin, 2,2 % des logements entrent dans la catégorie autres, tels que les maisons-mobiles. 64,9 % des logements sont possédés alors que 35,1 % sont loués. 82,7 % ont été construits avant 1986 et 11,1 % ont besoin de réparations majeures. Les logements comptent en moyenne 6,6 pièces et 0,5 % des logements comptent plus d'une personne habitant par pièce. Les logements possédés ont une valeur moyenne de 109 253 $, comparativement à 119 549 $ pour la province.

## Histoire
Les Passamaquoddys fondent à cet endroit K'tchimedabiaught, ou « bon endroit pour accoster », qu'ils fréquentent après la chasse aux phoques ou aux marsouins.
La région est explorée par Pierre Dugua de Mons et Samuel de Champlain en 1604. L'habitation et la seigneurie de Chartier sont fondés vers 1695. En 1704, Benjamin Church attaque K'tchimedabiaught et détruit le stock de poisson. Des pêcheurs anglais s'installent dès 1760. En 1770, un petit groupe d’immigrants de la Nouvelle-Angleterre fondent l'établissement de Scoodic, sur le site de Chartier ; la population s'élève à neuf familles en 1779. En 1780, un petit groupe d'entrepreneurs souhaitant ouvrir une scierie sont les premiers habitants permanents. En 1784, des Loyalistes membres de la l'association de Port Matoon, surtout des soldats démobilisés, s'établissent à Saint-Stephen jusqu'à Old Ridge. Ils reçoivent leur concessions en même temps que les familles de Scoodic. L'emplacement favorisant l'exportation du bois, la ville et son chantier naval prospèrent durant une bonne partie du XIXe siècle.
Une réserve indienne du nom de Scoodic et d'une superficie de 120 acres est créée le 15 août 1785 pour les Passamaquoddy, aux chutes Salmon, à Milltown ; il semble que le clergé l'achète en 1802. Milltown, ainsi que le cours de la rivière jusqu'à Upper Mills, est peuplée en 1785 par des soldats démobilisés du 74e régiment Highlanders, auxquels se joignent des Loyalistes et des immigrants de diverses origines. À l'ouest, ainsi que le long du ruisseau Mohanes, s'installent les membres de l'Association loyaliste de Penobscot. Une savonnerie et une manufacture de haches sont construits, de même qu'une filature de coton à Milltown. La confiserie Ganong Bros. est fondée en 1873. En 1876, le quartier des affaires est presque totalement détruit par un incendie quand dix-huit édifices et 13 quais brûlent.
Les résidents de Calais et de Saint-Stephen se considèrent comme habitant la même ville, et coopèrent dans leur service de pompiers et autres projets communautaires. Un exemple de l'amitié entre les deux villes, durant la Guerre de 1812, l'armée britannique donna à Saint-Stephen une grande quantité de poudre à canon pour se protéger contre l'ennemi américain à Calais, mais les habitants de la ville donnèrent la poudre à Calais pour leur célébration de la fête nationale du 4 juillet.
Saint-Stephen est constitué en municipalité le 17 mai 1871. Milltown est constituée en 1873. L'école Milltown est construite en 1922. L'école élémentaire de Saint-Stephen est inaugurée en 1969. En 1973, la ville de Saint-Stephen fusionne avec Milltown, qui avait été constituée en 1878. L'école secondaire de Saint-Stephen ouvre ses portes en 1979, l'école intermédiaire de Saint-Stephen en 1987 et l'école élémentaire de Milltown en 1992.
Lors de la réforme de la gouvernance locale du 1er janvier 2023, les districts de services locaux (DSL) de Dennis-Weston, de la paroisse de Dufferin et de la paroisse de Saint-Stephen sont anexés à la ville, ainsi que des parties des DSL de paroisse de Sainte-Croix, de la paroisse de Saint-David, de la paroisse de Saint-James, de la Western Charlotte.

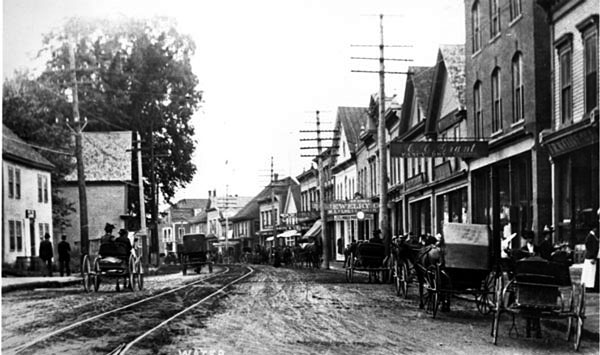
La rue Water en 1905.
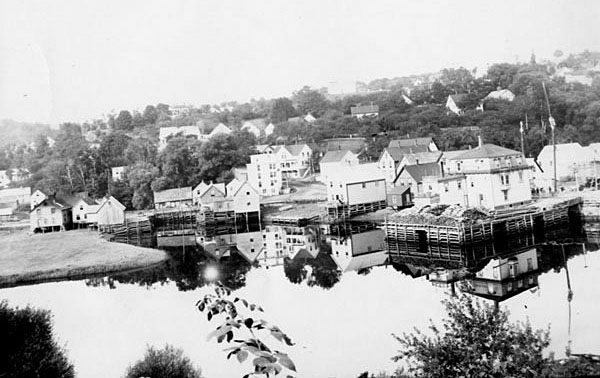
La ville en 1905.
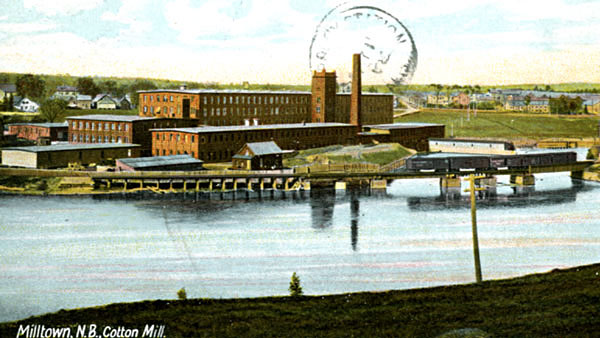
La filature de Milltown en 1920.

## Démographie
(juillet 2016).
D'après le recensement de Statistique Canada, il y avait 4 667 habitants en 2001, comparativement à 4 961 en 1996, soit une baisse de 5,9 %. La ville a une superficie de 12,43 km2 et une densité de population de 375,6 habitants au km2.
| 1981  | 1986  | 1991  | 1996  | 2001  | 2006  | 2011  |
| ----- | ----- | ----- | ----- | ----- | ----- | ----- |
| 5 138 | 5 032 | 4 931 | 4 961 | 4 667 | 4 780 | 4 817 |

## Économie
(septembre 2024).

### Travail et revenu
Le recensement de 2006 de Statistique Canada fournit aussi des données sur l'économie. Chez les habitants âgés de plus de 15 ans, le taux d'activité était alors de 58,5 %, le taux d'emploi était de 50,8 % et le taux de chômage était de 13,4 %; à titre de comparaison, ceux de la province étaient respectivement de 63,7 %, 57,3 % et 10,0 %.
Chez les personnes âgées de 15 ans et plus, 2 260 ont déclaré des gains et 3 580 ont déclaré un revenu en 2005. 86,2 % avaient aussi déclaré des heures de travail non rémunérées. Le revenu médian s'élevait alors à 20 270 $ avant et à 18 791 $ après impôt, comparativement à la moyenne provinciale de 22 000 $ avant et 20 063 $ après impôt; les femmes gagnaient en moyenne 1 813 $ de moins que les hommes après impôt, soit 16 978 $. En moyenne, 63,9 % du revenu provenait de gains, 18,9 % de transferts gouvernementaux et 17,2 % d'autres sources. 15,2 % de toutes les personnes dans les ménages avaient un faible revenu après impôt, une proportion montant à 21,4 % pour les moins de 18 ans.
Parmi la population active occupée, 4,1 % des gens travaillaient à domicile, 3,3 % travaillaient à l'extérieur du pays, 6,9 % n'avaient pas de lieu de travail fixe et 84,6 % avaient un lieu de travail fixe. Parmi les travailleurs ayant un lieu de travail fixe, 70,6 % travaillaient en ville, 25,2 % travaillaient ailleurs dans le comté, 3,0 % travaillaient dans un autre comté et 0,6 % travaillaient dans une autre province.

### Principaux secteurs

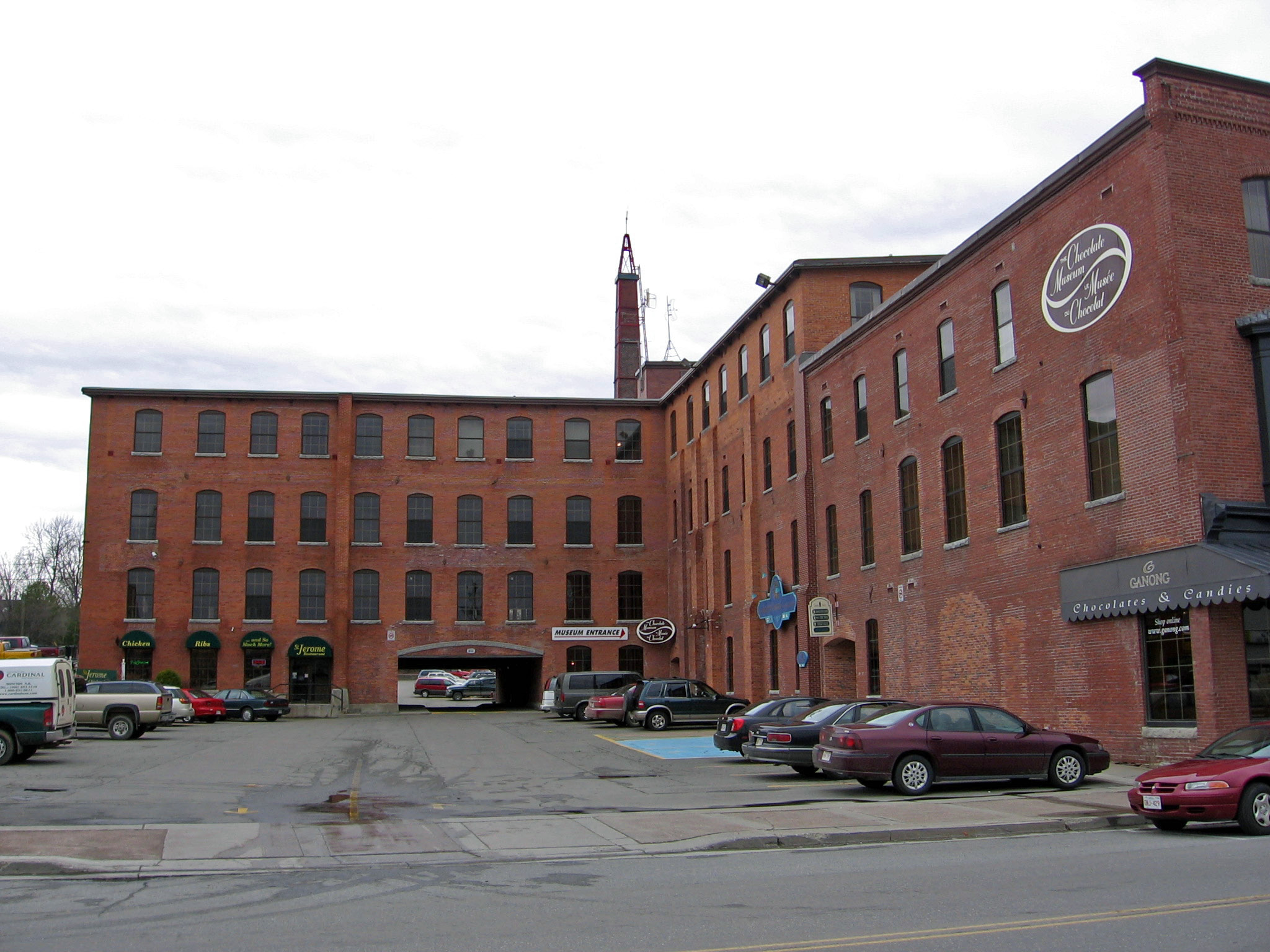
L'ancienne chocolaterie Ganong

L'économie de Saint-Stephen était basée sur le bois et la construction de bateaux jusqu'au début du vingtième siècle. Vers la fin de la Seconde Guerre mondiale le principal employeur de la ville était la compagnie de chocolat Ganong Bros. (établie en 1873, elle est la plus vieille confiserie du Canada) et la deuxième plus grande usine de tissus au Canada construite en 1882 sur la rivière où elle fonctionne avec sa propre centrale hydro-électrique. En 1957, l'usine de tissus ferma ses portes.
En 2006, on dénombrait 3,7 % des emplois dans l'agriculture, la pêche et les autres ressources, 6,9 % dans la construction, 17,6 % dans la fabrication, 2,1 % dans le commerce de gros, 11,3 % dans le commerce de détail, 3,9 % dans la finance et l'immobilier, 14,6 % dans la santé et les services sociaux, 5,8 % dans l'éducation, 13,7 % dans les services de commerce et 20,4 % dans les autres services.
Saint-Stephen est le siège de la Charlotte County Credit Union, une caisse populaire membre de la Credit Union Central of New Brunswick. Elle compte aussi une succursale à Saint-Andrews.
Entreprise Charlotte, membre du Réseau Entreprise, a la responsabilité du développement économique. Saint-Stephen est également le siège de la CBDC Charlotte-Kings.

## Administration
(juillet 2016).

### Conseil municipal
Le conseil municipal est formé d'un maire et de 6 conseillers.
Le conseil municipal actuel est élu lors de l'élection quadriennale du 10 mai 2016.
Anciens conseils municipaux
Les conseillers Jeremy W. Copeland et Barbara E. Donovan sont élus par acclamation lors d'une élection partielle tenue le 11 mai 2009, en remplacement de Ken D. Parker et John B. Quartermain. Le conseil municipal suivant est élu lors de l'élection quadriennale du 14 mai 2012.
| Mandat      | Fonctions   | Nom(s) |
| ----------- | ----------- | --- |
| 2012 - 2016 | Maire       | John B. Quartermain |
| 2012 - 2016 | Conseillers | John B. Ames, R. Michael Booth, Margaret (Marg) Harding, Debbie (Gullison) MacDonald, Allan L. MacEachern et Jim M. Maxwell. |

| Mandat      | Fonctions   | Nom(s) |
| ----------- | ----------- | --- |
| 2008 - 2012 | Maire       | G.L. (Jed) Purcell                                                                                            |
| 2008 - 2012 | Conseillers | Jeremy W. Copeland, Barbara E. Donovan, Jim M. Maxwell, Robert Tinker, Gavin G. Toumishey, Ralph E. Williams. |

| Période                                  | Période  | Identité              | Étiquette | Qualité                              |
| ---------------------------------------- | -------- | --------------------- | --------- | ------------------------------------ |
| ????                                     | ????     | W.C.H. Grimmer        |           | Avocat                               |
| 1898                                     | 1899     | George J. Clark       |           | Avocat, préfet du comté de Charlotte |
| 1908                                     | 1909     | Robert Watson Grimmer |           | Marchand                             |
| 19??                                     | ????     | Allan Gillmor         |           |                                      |
| ????                                     | ????     | W. Robert (Bob) Brown |           |                                      |
| 200?                                     | 2008     | Allan Gillmor         |           |                                      |
| 2008                                     | 2012     | G.L. (Jed) Purcell    |           |                                      |
| 2012                                     | en cours | John B. Quartermain   |           |                                      |
| Les données manquantes sont à compléter. |          |                       |           |                                      |

### Représentation et tendances politiques
(septembre 2024).
Saint-Stephen est membre de l'Union des municipalités du Nouveau-Brunswick.
 Nouveau-Brunswick: Saint-Stephen fait partie de la circonscription provinciale de Charlotte-Campobello, qui est représentée à l'Assemblée législative du Nouveau-Brunswick par Curtis Malloch, du Parti progressiste-conservateur. Il fut élu en 2010.
 Canada: Saint-Stephen fait partie de la circonscription électorale fédérale de Nouveau-Brunswick-Sud-Ouest, qui est représentée à la Chambre des communes du Canada par Gregory Francis Thompson, ministre des Anciens Combattants et membre du Parti conservateur. Il fut élu lors de la 40e élection fédérale, en 1988, défait en 1993 puis réélu à chaque fois depuis 1997.

## Vivre à Saint-Stephen

### Éducation
Saint-Stephen possède trois écoles publiques anglophones faisant partie du district scolaire Anglophone South. L’école élémentaire Milltown et l'école élémentaire St. Stephen accueillent toutes deux les élèves de la maternelle à la 5e année, qui doivent ensuite poursuivre de la 6e à la 8e à l'école intermédiaire St. Stephen. Finalement, l'école secondaire St. Stephen, située à Old Ridge dans la paroisse de Saint-Stephen permet de terminer ses études jusqu'en 12e année.
Saint-Stephen possède la bibliothèque publique St. Croix.
Il y a le NBCC-Saint-Andrews ainsi que le Centre des sciences de la mer Huntsman à Saint-Andrews ainsi que des universités offrant un plus grand nombre de formations à Fredericton et Saint-Jean.
Il n'y a aucune école francophone dans le comté, les plus proches étant à Saint-Jean ou Fredericton. Les établissements d'enseignement supérieurs les plus proches sont situés dans le Grand Moncton.
Saint-Stephen était le siège du district scolaire 10 jusqu'à la réforme de 2012.

### Transport
La ville possède un aérodrome public, dont le code OACI est CCS3. Il possède une piste en asphalte longue de 3 000 pieds.

### Autres services publics
Saint-Stephen bénéficie de l'hôpital du comté de Charlotte, d'une caserne de pompiers, d'un bureau de poste et d'un foyer de soins agréés, le Lincourt Manor.
La ville possède un poste de la Gendarmerie royale du Canada. Il dépend du district 1, dont le bureau principal est situé à Saint-George.
Saint-Stephen est le siège d'un tribunal de la Cour provinciale du Nouveau-Brunswick. Il possède un tribunal satellite à Grand Manan.
Saint-Stephen compte un bureau régional d'Énergie NB.

### Médias
Saint Stephen est desservi par le quotidien Telegraph-Journal de Saint-Jean, alors que l'hebdomadaire Saint Croix Courier est publié en ville et distribué dans tout le comté ainsi qu'au Maine. Les francophones ont accès par abonnement au quotidien L'Acadie nouvelle, publié à Caraquet, ainsi qu'à l'hebdomadaire L'Étoile, de Dieppe.
La ville a en fait bénéficié de plusieurs publications au cours de son histoire. Le premier journal fut l'hebdomadaire Times or Saint Croix Advertiser, qui parut seulement en 1833. Le Saint Stephen Courant and General Advertiser fut distribué en 1842. Le Provincial Patriot and St. Stephen's Banner fut distribué entre 1853 et 1860, année où il fut remplacé par le Charlotte Advocate, qui fut publié jusque vers 1865. Le Pilot parut seulement en 1855. Le Colonial Presbyterian fut fondé la même année et remplacé par le Colonial Presbyterian and Protestant Journal de Saint-Jean peu après. Le Saint Croix Courrier fut fondé en 1865 et fusionna en 1877 avec le St. Stephen Journal, qui avait été fondé en 1872. La publication fut renommée Saint Croix Courrier and St. Stephen Journal puis pris le nom actuel de Saint Croix Courrier la même année. Entretemps, le Scoodic Times fut fondé vers 1869 et remplacé la même année par le Saint Stephen Times, qui fut publié jusqu'en 1870. Le Charlotte Free Press fut aussi fondé en 1869 mais cessa d'être distribué la même année. Le St. Croix Herald fut distribué entre 1857 et 1864 alors que le Weekly Globe parut entre 1897 et 1904. L’Entreprise, parut seulement en 1885, le Courrier Weekend ainsi que l’Atlantic Coastguide en 1978 et le Dollar Stretcher en 1985.

### Religion
Saint-Stephen compte plusieurs lieux de cultes, dont les églises anglicanes St. Peter's et Christ Church ainsi que les églises catholiques romaines Holy Rosary et St. Stephen's, faisant partie du diocèse de Saint-Jean.

## Culture

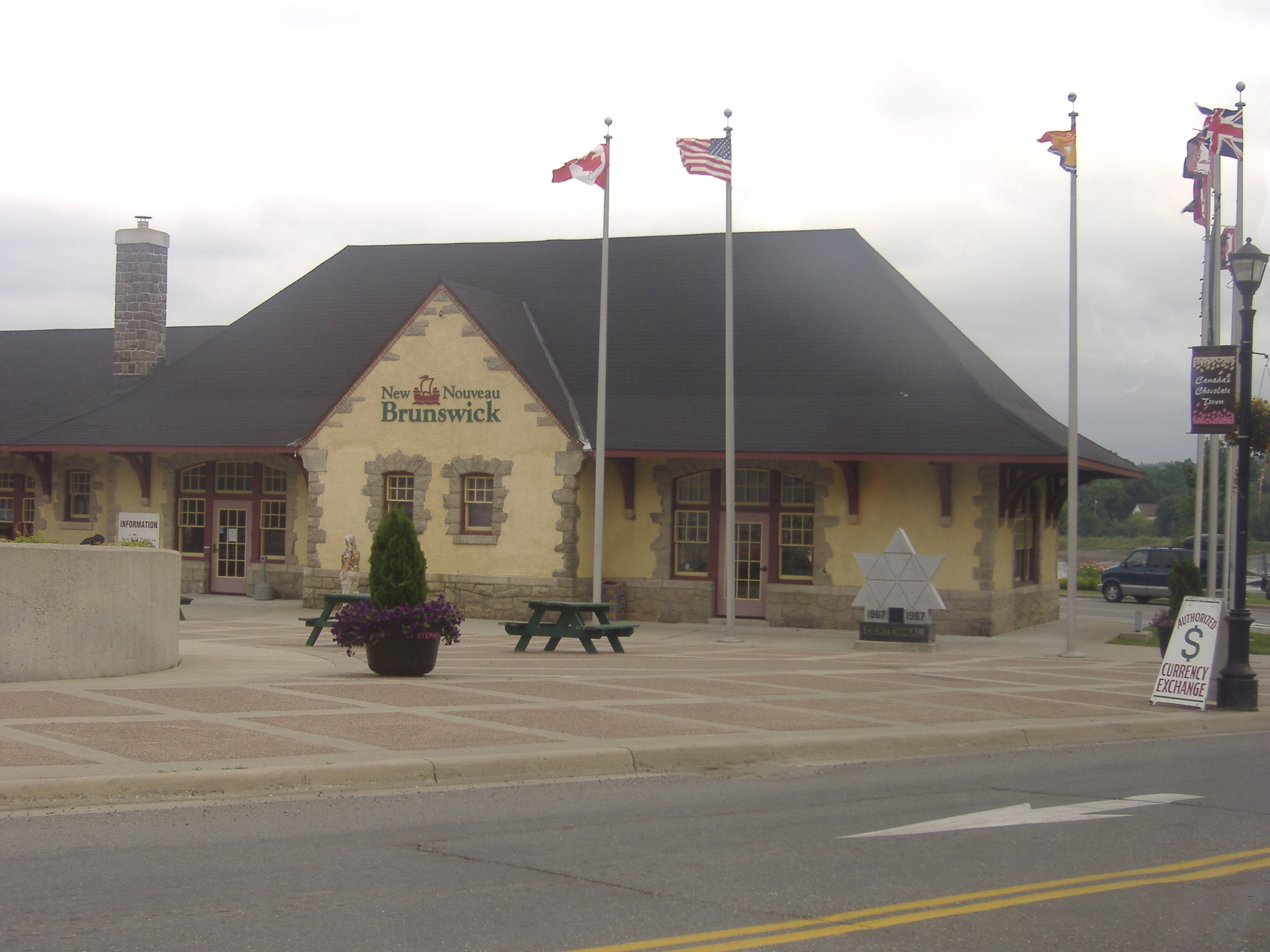
La gare de Saint-Stephen, abritant aujourd'hui le centre d'information touristique.

### Langues
Selon la Loi sur les langues officielles, Saint-Stephen est officiellement anglophone puisque moins de 20 % de la population parle le français.

### Personnalités
- John Bolton (1824-1872), homme d'affaires et homme politique, mort à Saint-Stephen ;
- George J. Clark (1857 - 1917), premier ministre du Nouveau-Brunswick, mort à Saint-Stephen ;
- John Waterhouse Daniel (1845-1933), homme politique, né à Saint-Stephen ;
- Shirley Downey, écrivaine, récipiendaire de l'Ordre du Nouveau-Brunswick ;
- Arthur Deinstadt Ganong (1877-1963), fabricant et homme politique, né à Saint-Stephen ;
- Gilbert White Ganong (1851-1917), instituteur, homme d'affaires, homme politique et fonctionnaire, mort à Saint-Stephen ;
- Lina Gardiner, écrivaine, née à Saint-Stephen ;
- Robert Watson Grimmer (1866-1948), marchand et homme politique, né à Saint-Stephen ;
- Burton Maxwell Hill (1883-1963), ingénieur et homme politique, né à Saint-Stephen ;
- Duncan M'Coll (1754-1830), soldat et prêtre, mort à Saint-Stephen ;
- James Mitchell (1843-1897), avocat, fonctionnaire et homme politique, mort à Saint-Stephen ;
- John Warren Moore (1812-1893), ébéniste, mort à Saint-Stephen ;
- James Murchie (1813-1900), fermier, homme d'affaires, juge de paix, officier de milice et homme politique, mort à Saint-Stephen ;
- Greg Thompson (1947-2019), homme politique, né à Saint-Stephen ;
- Irving Randall Todd (1861-1932), sénateur ;
- William Frederick Todd (1854-1935), homme politique, né à Saint-Stephen.

### Architecture et monuments
Le bureau de poste de Saint-Stephen est un site historique national. L'église Christ Church, l'église Milltown et la maison John Warren Moore sont des sites historiques provinciaux.
Il y a une attraction de bord de route à Saint-Stephen: des sculptures représentant un ours polaire et un bonhomme de neige.

### Événements
Le festival du chocolat a lieu en août.